# Johnny Thunder
Johnny Thunder ist der Titel verschiedener Comicpublikationen, die der US-amerikanische Verlag DC Comics seit 1940 herausgibt.
DC hat in der Vergangenheit zwei Reihen mit verschiedenen Inhalten veröffentlicht, die unter dem Titel „Johnny Thunder“ firmieren, aber beide im DC-Universum spielen: zum einen eine Reihe von Abenteuer- und Humorcomics um einen jungen Fensterputzer namens Johnny Thunder, der gemeinsam mit einem gutwilligen Geist im Amerika der 1940er Jahre lebt; zum anderen eine Reihe von Westerncomics um einen Cowboy namens Johnny Thunder, der in den USA des 19. Jahrhunderts typische Westerngeschichten zu bestehen hat.

## Abenteuercomic:Johnny Thunder
Der Abenteuercomic Johnny Thunder handelt von den Erlebnissen eines gleichnamigen jungen Mannes der zusammen mit einem nahezu grenzenlos mächtigen magischen Wesen aus rosafarbener lebendiger Energie das ihm dienstbar ist – dem sogenannten Thunderbolt – allerhand Abenteuer erlebt. Diese Reihe stellt damit letztlich nichts anderes dar, als eine in die moderne Zeit und in die westliche Welt verlagerte Variante des Dschinn-Motives des orientalischen Mittelalters. Erst viel später stellte sich heraus, dass der Dschinni in Wirklichkeit ein Prinz aus der fünften Dimension war, der in der dritten Dimension gefangen war.
Die erste Johnny-Thunder-Geschichte erschien im Januar 1940 als Backup-Geschichte im hinteren Teil von Flash Comics #1. Autor der betreffenden Geschichte und geistiger Vater von Johnny Thunder war der Amerikaner John Wentworth. Die Zeichnungen der Geschichte besorgte der Künstler Stan Aschmeier. Nachdem Johnny Thunder einige Monate lang als Backup-Story in Flash Comics erschienen war, wurde die Reihe – die stets eine Mischung aus Abenteuer und kurzweiligem Humor lieferte – in die Serie Justice Society verlegt. Dort erschienen bis 1949 Johnny-Thunder-Geschichten.
Die genaue Funktionsweis, auf der die Verbindung zwischen dem Thunderbolt und Johnny Thunder beruht, bleibt dabei weitgehend unklar. Einzig erklärt wird, wie Thunder und der Thunderbolt durch ein magisches Ritual, das Angehörige einer Sekte aus dem fiktiven Staat Badhnesia mit ihm als Kind an seinem siebten Geburtstag durchgeführt haben, gewissermaßen spirituell zusammengeschweißt wurde. Dieses Ritual sei durchführbar gewesen, weil er 1917 am siebten Tag im siebten Monat um sieben Uhr als siebtes Kind seiner Eltern geboren worden sei, wie auch später sein Nachfolger J. J. Thunder.
Als junger Mann habe Thunder schließlich die magischen Worte Cei-U (engl. ausgesprochen „say you“) entdeckt, die den Thunderbolt erscheinen lassen. Dieser begleitete Thunder seither als dessen treuer Gefährte und geduldiger Freund. Aufgrund der Magie des Rituals ist der Thunderbolt Johnny zu bedingungslosem Gehorsam verpflichtet, ist andererseits aber auch gehalten, dessen Befehle – die meist mit sehr wenig Bedacht formuliert sind – wortgenau auszuführen: Da Thunder ein wenig „dümmlich“ ist und daher häufig seine Befehle ohne sorgfältige vorherige Überlegung erteilt oder diese nicht sehr präzise formuliert, führt dies häufig zu chaotischen Verwicklungen.
Ein weiterer Knotenpunkt der Handlung ist die intellektuelle Überlegenheit des Thunderbolts über seinen „Meister“, was zur Folge hat, dass er diesen immer wieder mit gutmütig sarkastischen Bemerkungen und Belehrungen bedenkt und auf seine Fehler und Unachtsamkeiten hinweist.

### Variante des Stoffes:Jonni Thunder
1985 griff DC den Johnny-Thunder-Stoff, nachdem dieser damals mehr als dreißig Jahren weitgehend ungenutzt geblieben war, wieder auf, indem es unter dem Titel Jonni Thunder eine vierteilige, von Roy Thomas verfasste, Miniserie veröffentlichte, die die gleiche Handlungsprämisse wie Johnny Thunder besaß, anstatt eines jungen Mannes jedoch eine junge Privatdetektivin in den Mittelpunkt der Handlung rückte.

### Johnny Thunders Ersatzmann:J.J. Thunder
In den 1990ern erschien ein neuer Meister des Thunderbolts auf der Bildfläche: J. J. Thunder (eigentlich Jakeem Williams) bekam den „magischen Stift“, in dem sich der Thunderbolt aufhielt, nachdem Johnny Thunder an Alzheimer erkrankt war und daher keine klaren Gedanken mehr zu Stande bringen konnte. Die erste Herausforderung war direkt ein Kampf gegen einen anderen Prinzen der fünften Dimension, der sich ebenfalls als Dschinn in der dritten Dimension aufhielt. Diese Geschichte, in der auch die JLA (Justice League of America) sowie die JSA (Justice Society of America) eine Rolle spielten, war ein Vierteiler mit Namen „Invasion aus der 5. Dimension“.

## Westerncomic:Johnny Thunder
Westerngeschichten unter dem Titel Johnny Thunder veröffentlicht DC seit 1948. Die erste dieser Geschichten, die in All Star Comics erschien, etablierte den für alle späteren Geschichten der Reihe gültigen Status quo.
John Tane, Sohn eines Sheriffs und einer Lehrerin, hat auf Bitten seiner Mutter, die sich um das Leben des Sohnes sorgte und ihm das Versprechen abnahm, niemals eine Waffe in die Hand zu nehmen, den Beruf des Lehrers eingeschlagen und lebt seitdem als Schulmeister in einer Mormonensiedlung in Mesa City, Arizona. Als er auf das ihn umgebende Unrecht aufmerksam wird, gerät Tane in einen Gewissenskonflikt. Einerseits kann er den Missständen die ihm begegnen nicht länger untätig zusehen, andererseits will er das seiner Mutter gegebene Wort nicht brechen. Er löst dieses Dilemma, indem er sich eine zweite Identität als maskierter und mit Ruß geschwärzten Haaren getarnter Revolverheld Johnny Thunder zulegt, der Schurken das Handwerk legt, ohne dass John Tane sein Schulmeisterleben aufgeben muss.
Auffällig an diesen Westerncomics war vor allem ihre gesellschaftliche Progressivität, die beispielsweise für die 1940er und 1950er Jahre in ungewöhnlich scharfer Weise die Behandlung der Afroamerikaner in der amerikanischen Gesellschaft des 19. Jahrhunderts kritisierte.